# Hochreichkopf
Le Hochreichkopf est une montagne qui s’élève à 3 010 m d’altitude dans les Alpes de Stubai, en Autriche.